# Damien Chazelle
Damien Sayre Chazelle (/ʃəˈzɛl/; n. 19 ianuarie 1985, Providence, Rhode Island, SUA) este un regizor, scenarist și producător american de film. Este cunoscut pentru regia filmelor Whiplash (2014), La La Land (2016), First Man (2018) și Babylon (2022), pentru care a câștigat diverse premii, inclusiv un Premiu Oscar , două Globuri de Aur și un Premiul BAFTA .
Pentru Whiplash, a fost nominalizat la Premiul Oscar pentru cel mai bun scenariu adaptat. Cel mai mare succes comercial al său a venit cu La La Land, care a fost nominalizat la 14 premii Oscar, câștigând șase inclusiv cel mai bun regizor. Astfel, Chazelle a devenit cel mai tânăr câștigător al premiului, la vârsta de 32 de ani. De asemenea, a regizat două episoade din serialul limitat Netflix The Eddy (2020).
Chazelle s-a născut în Providence, Rhode Island într-o familie catolică. Tatăl său franco-american, Bernard Chazelle, este profesor de informatică la Universitatea Princeton. Mama lui, Celia, provine dintr-o familie englezo-canadiană din Calgary, Alberta, și predă istoria medievală la un colegiu din New Jersey.
Chazelle are o soră, Anna Chazelle, care este actriță. Bunicul lor matern, născut în Anglia, John Martin, este fiul actriței Eileen Earle.

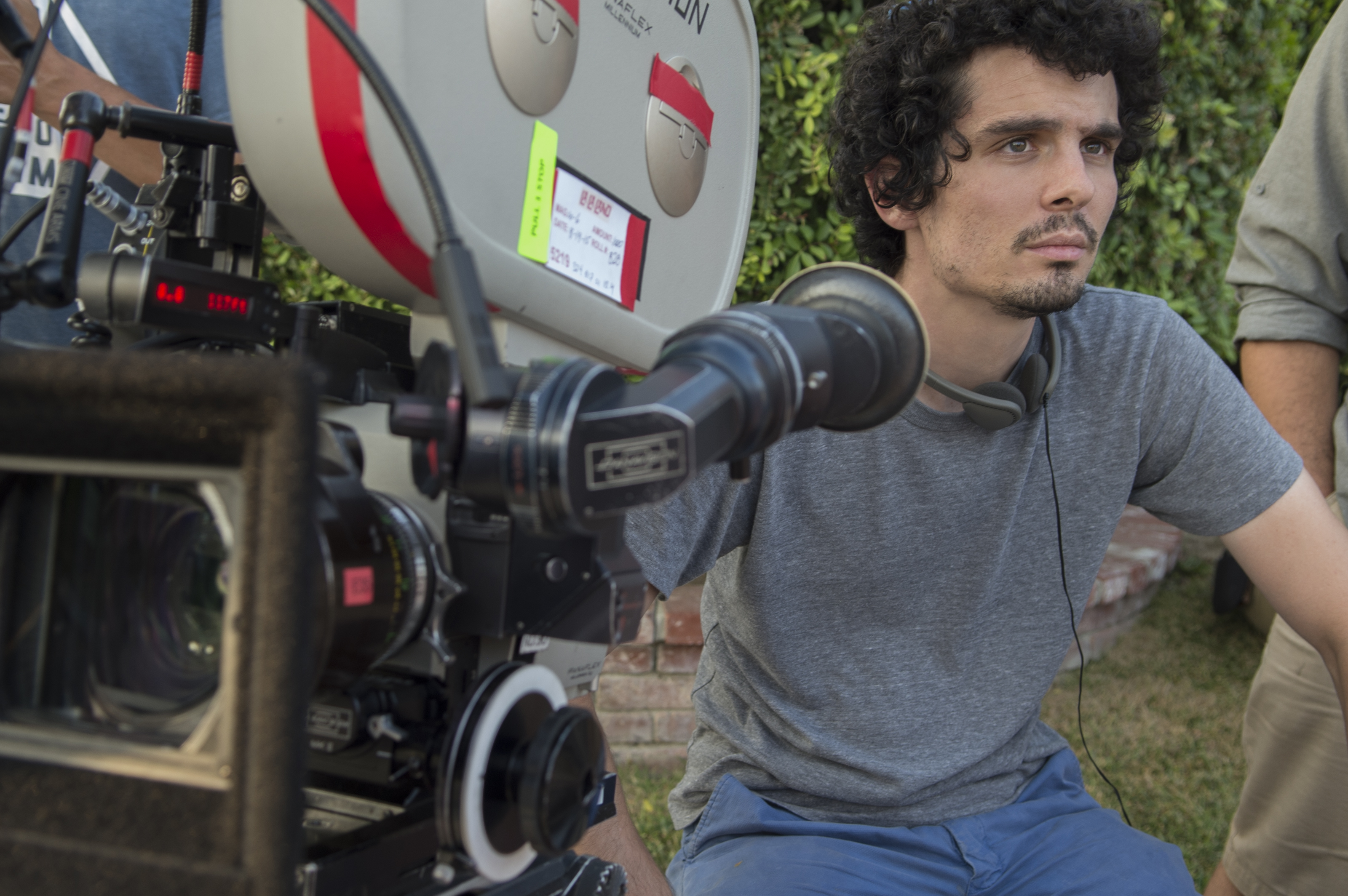
Chazelle pe platourile de filmare ale filmului La La Land în 2015

Chazelle s-a căsătorit cu producătoarea Jasmine McGlade în 2010; au divorțat în 2014. În octombrie 2017, Chazelle și actrița Olivia Hamilton, absolventă a Universității Princeton și fost consultant McKinsey & Company, și-au anunțat logodna, iar cuplul s-a căsătorit pe 22 septembrie 2018. Cei doi au un fiu care s-a născut în noiembrie 2019. Al doilea copil al lor s-a născut în decembrie 2022.

## Filmografie
Film
| An   | Titlu                               | Regizor | Scenarist | Producător | Notes                              |
| ---- | ----------------------------------- | ------- | --------- | ---------- | ---------------------------------- |
| 2009 | Guy and Madeline on a Park Bench⁠(d) | Da      | Da        | Da         | De asemenea cameraman și co-editor |
| 2013 | The Last Exorcism Part II⁠(d)        | Nu      | Da        | Nu         |                                    |
| 2013 | Grand Piano⁠(d)                      | Nu      | Da        | Nu         |                                    |
| 2014 | Whiplash                            | Da      | Da        | Nu         |                                    |
| 2016 | 10 Cloverfield Lane                 | Nu      | Da        | Nu         |                                    |
| 2016 | La La Land                          | Da      | Da        | Nu         |                                    |
| 2018 | First Man                           | Da      | Nu        | Da         |                                    |
| 2022 | Babylon⁠(d)                          | Da      | Da        | Nu         |                                    |

Scurtmetraj
| An   | Titlu            | Regizor | Scenarist |
| ---- | ---------------- | ------- | --------- |
| 2013 | Whiplash         | Da      | Da        |
| 2020 | The Stunt Double | Da      | Nu        |

Televiziune
| An   | Titlu       | Regizor | Producător executiv | Note       |
| ---- | ----------- | ------- | ------------------- | ---------- |
| 2020 | The Eddy⁠(d) | Da      | Da                  | 2 episoade |